# Refugi de la Centraleta
El Refugi de la Centraleta és un refugi de muntanya situat dins del terme municipals de la Vall de Boí, a la comarca de l'Alta Ribagorça, i dins el Parc Nacional d'Aigüestortes i Estany de Sant Maurici.
Es troba emplaçat a 1.913 m d'altitud, a prop de la confluència del Barranc de Contraix i el Riu de Sant Nicolau, a tocar del Prats d'Aiguadassi (SO) i molt a prop del Refugi d'Estany Llong (ENE). El nom li ve de la funció original de l'edificació doncs és una antiga minicentral hidroelèctrica. Té 10 places disponibles i està equipada amb mantes, matalassos, ràdio d'emergència, llar de foc i llenya.

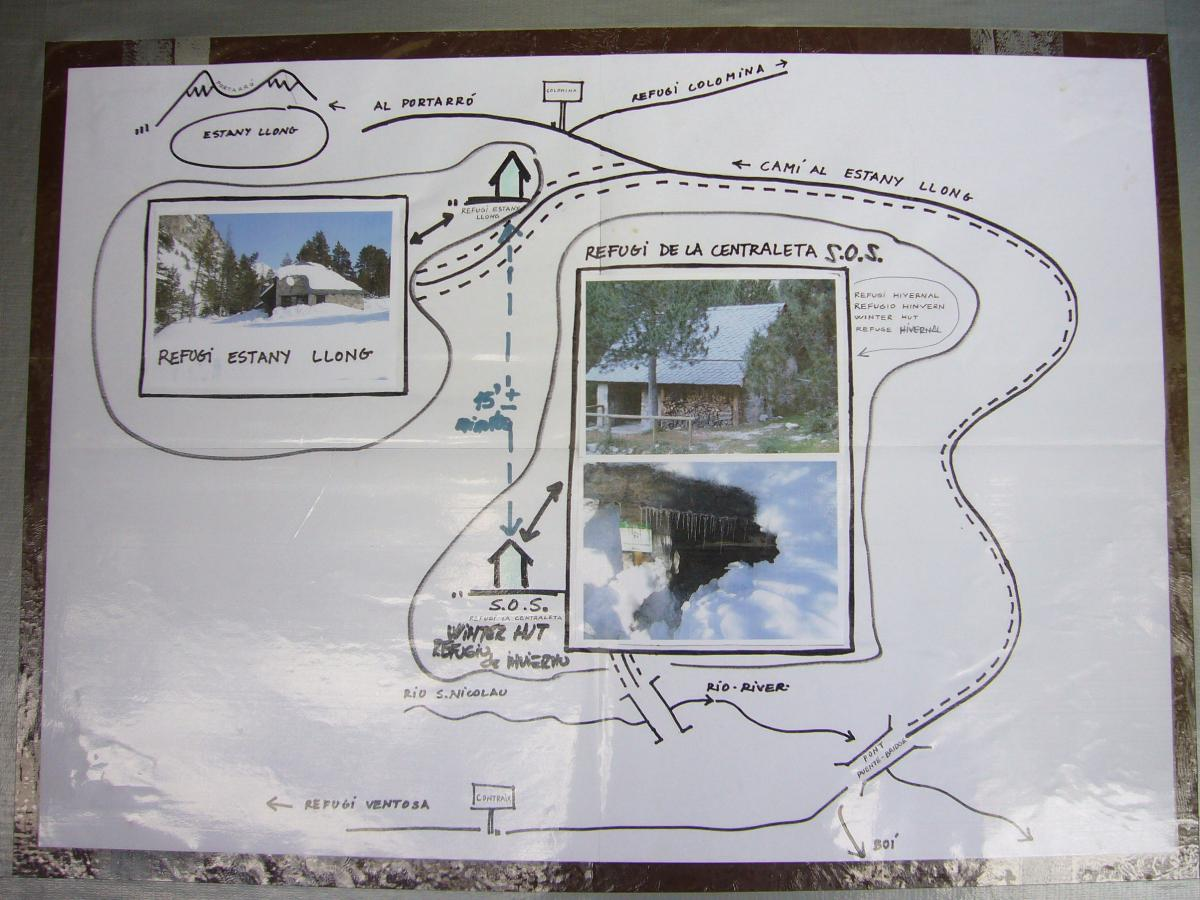
Rètol explicatiu fixat al vidre de la porta del Refugi d'Estany Llong quan no és guardat.

El refugi tan sols és obert quan el d'Estany Llong no està guardat i roman tancat.

## Rutes[2]
Cal seguir la pista forestal que neix al costat de la parada del servei de taxis del parc, a la vora del Planell d'Aigüestortes, direcció cap a l'Estany Llong; fins a creuar, després d'uns 3 km, la tercera, i més septentrional, de les passarel·les de fusta que es troben als Prats d'Aiguadassi. En aquest punt, on la pista gira cap a la dreta per creuar una altra passarel·la orientada cap al sud-oest, cal continuar recte i endinsar-se dins del bosc menys de 200 metres per trobar el refugi, després de travessar una última passarel·la.